# Louis Dauge
Ne doit pas être confondu avec Louis Daugé.
Pour les articles homonymes, voir Dauge.
Louis Dauge, Né le 13 mars 1918 à Angers et mort le 3 janvier 2016, est un diplomate français.

## Biographie
Diplômé de l’École libre des sciences politiques, Louis Dauge entame une carrière diplomatique en 1946. Il occupe ainsi en 1957 les fonctions de premier conseiller à la mission permanente auprès des Nations unies. En 1963, il devient le chef du service des affaires générales au secrétariat d’État chargé des Affaires algériennes, puis en 1964, il est nommé ministre délégué à l’ambassade de France en Algérie. Il poursuit ensuite sa carrière d’ambassadeur de France au Congo-Brazzaville, de 1965 à 1968, puis au Cambodge, de 1968 à 1973, en Pologne de 1973 à 1977, au Japon, de 1977 à 1979 avant d'être nommé ambassadeur près le Saint-Siège en 1979. Après avoir passé quatre ans à Rome, il est élevé à la dignité d’ambassadeur de France en 1983. 
Il est président, de 1984 à 1989, puis président honoraire, de la Croix-Rouge française et vice-président de la Société d'histoire diplomatique à partir de 1997.